# 船坡

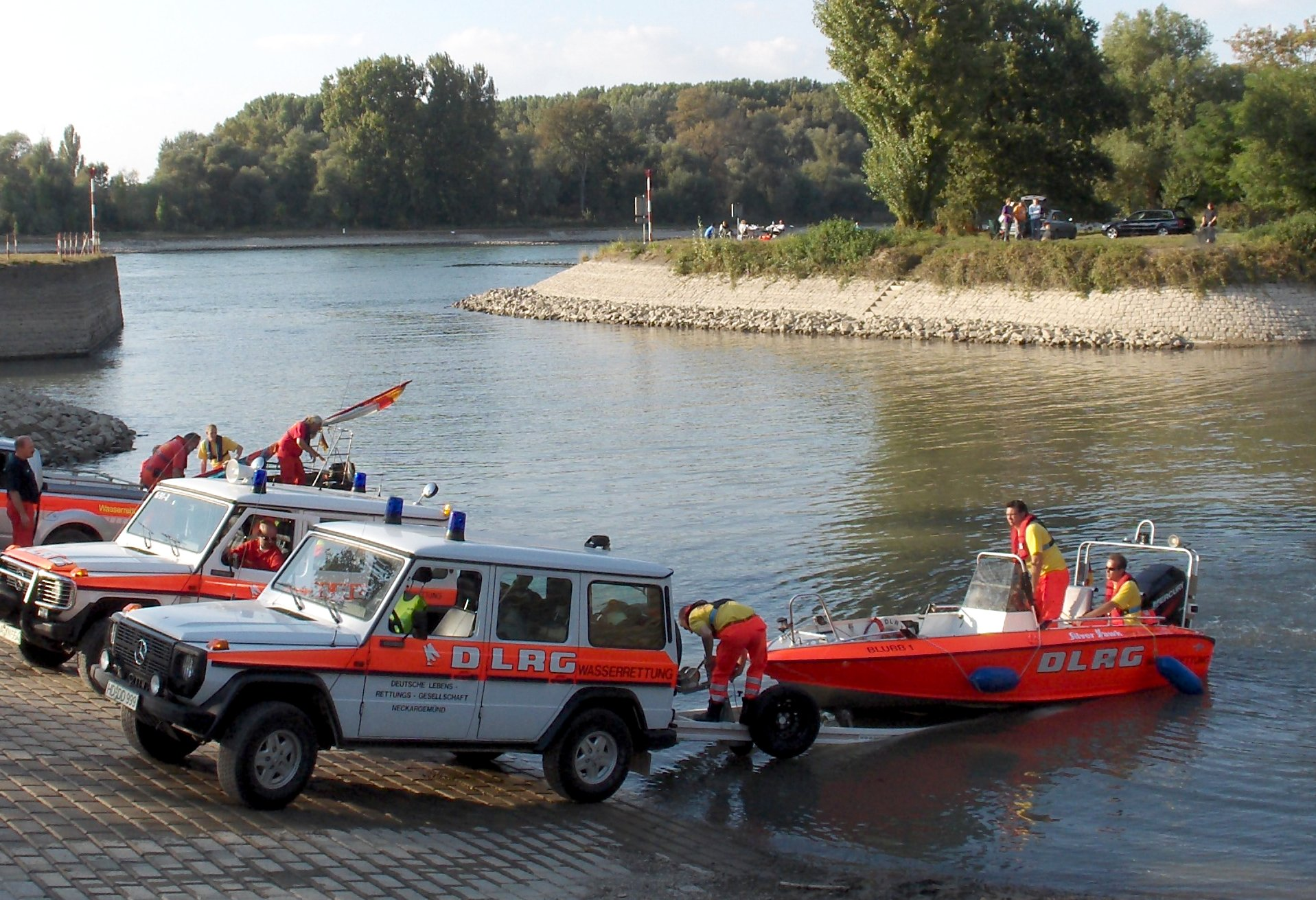
德国莱茵河畔用来帮助私家快艇下水的船坡

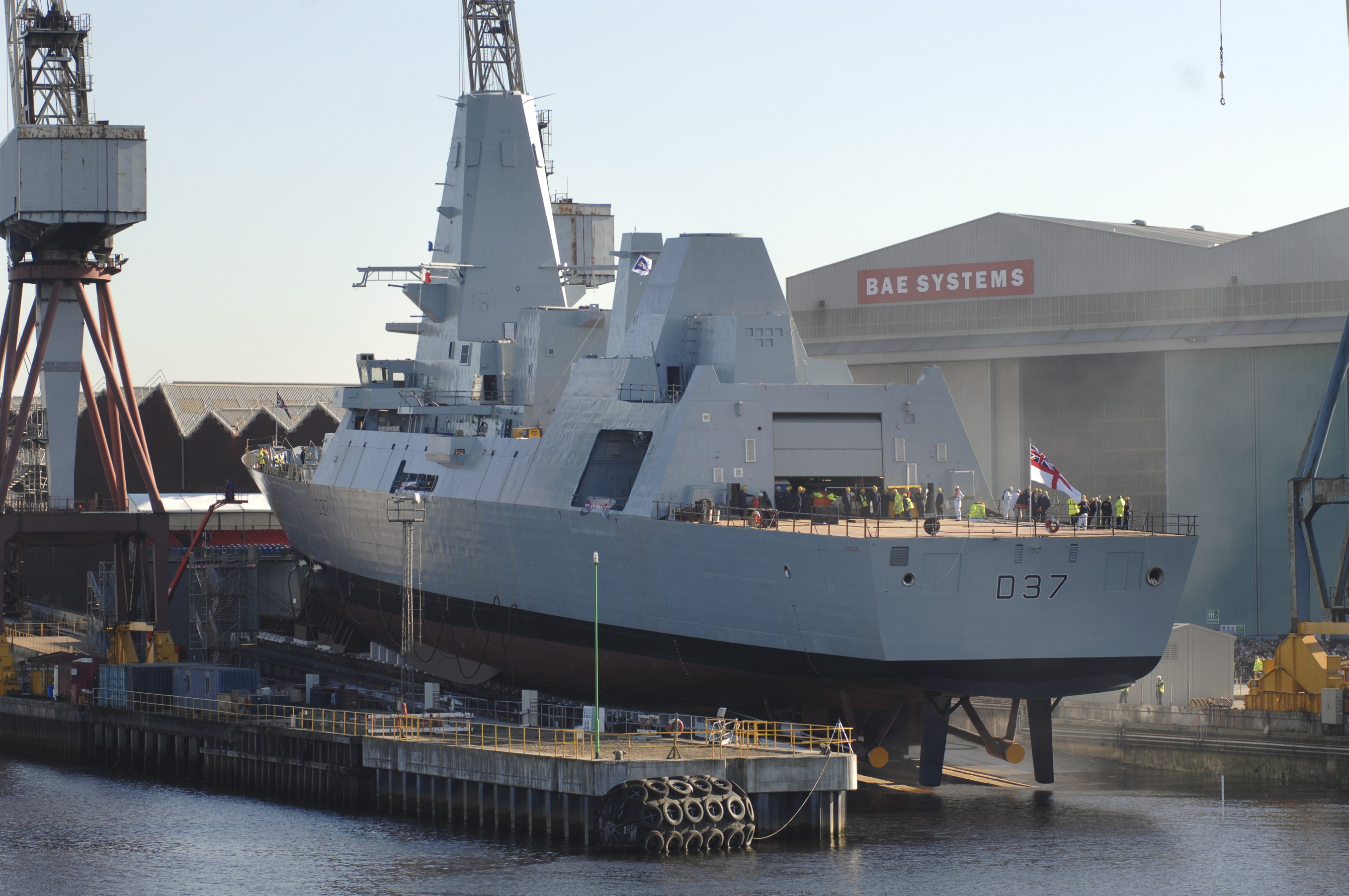
英国海军勇敢级驱逐舰“邓肯”号（D37）在BAE加文造船厂的滑道上准备下水

船坡（英語：或）泛指各种船舶下水时使用的斜坡。造船厂和船坞用来放船下水的船坡通常称为滑道（或）。
船坡通常一半在陆上、一半在水下，船舶会顺着斜坡被缓慢可控的放入水中，直到其获得足够的浮力。较小的船舶通常可以用机动车牵引的拖车搬运，在下水时车辆倒退着下到船坡，让拖车缓慢浸入水中直到船获得足够浮力开始漂浮，然后用绞盘释放绳索让船脱离拖车。收船时，就将这个过程反过来，然后车拉着承载着船的拖车直接开走。
造船厂使用的滑道则是用船的重量使其自身顺着坡道滑动入水。早期造船厂使用的滑道在船舶下水时船体和滑道之间的船体会直接接触，只能依赖润滑剂来减少摩擦力；后来随着船舶吨位增加必须要避免直接摩擦，则开始使用圆木、铁柱或气囊充当滚柱轴承来帮助船顺着滑道移动。现今一些造船厂更是装有类似铁路轨道的滑道，能让船入水时尽可能避免不必要的摩擦力。而大部分制造大型船舶的现代造船厂则开始使用可以灌水的旱坞，不再需要滑道入水。